# Agromyzidae

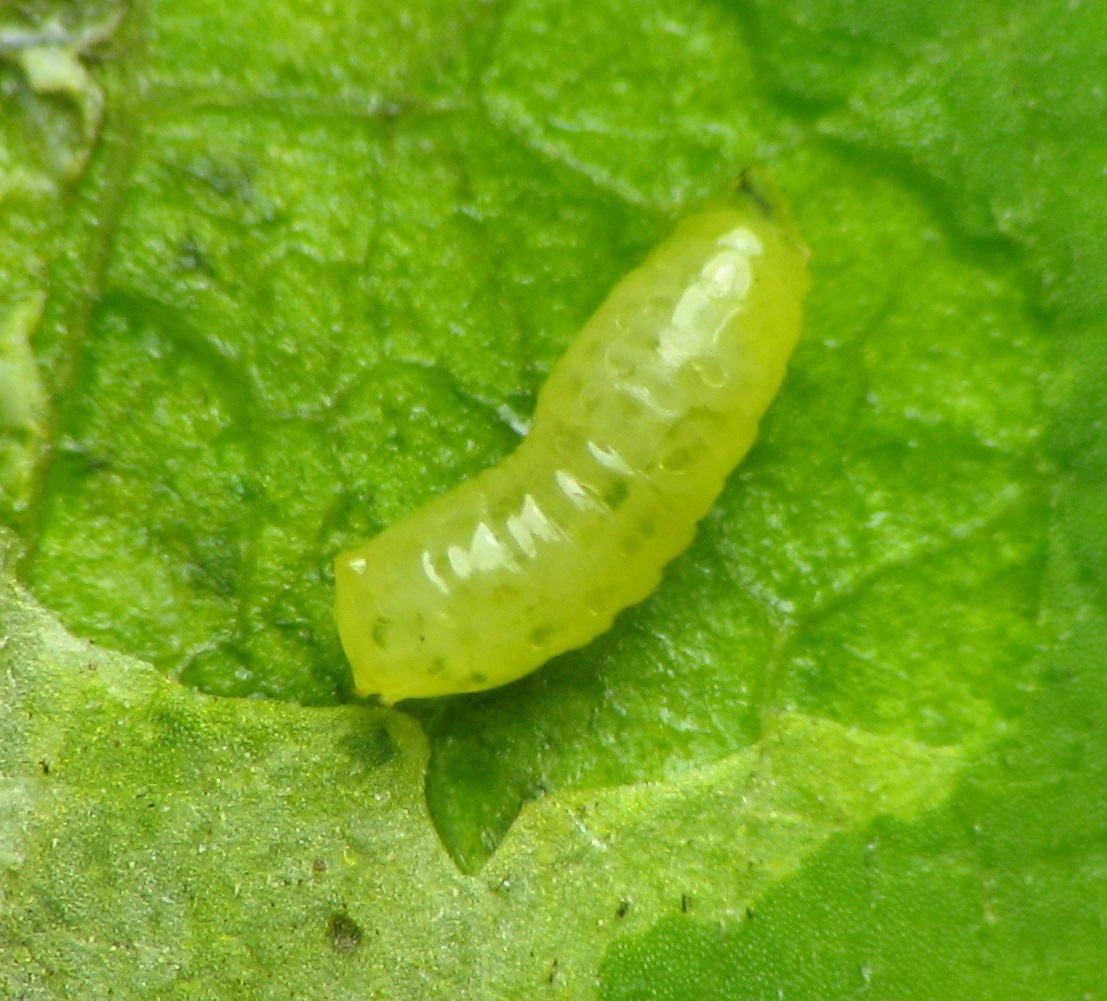
Larva de Liriomyza asclepiadis en hoja de Asclepias.

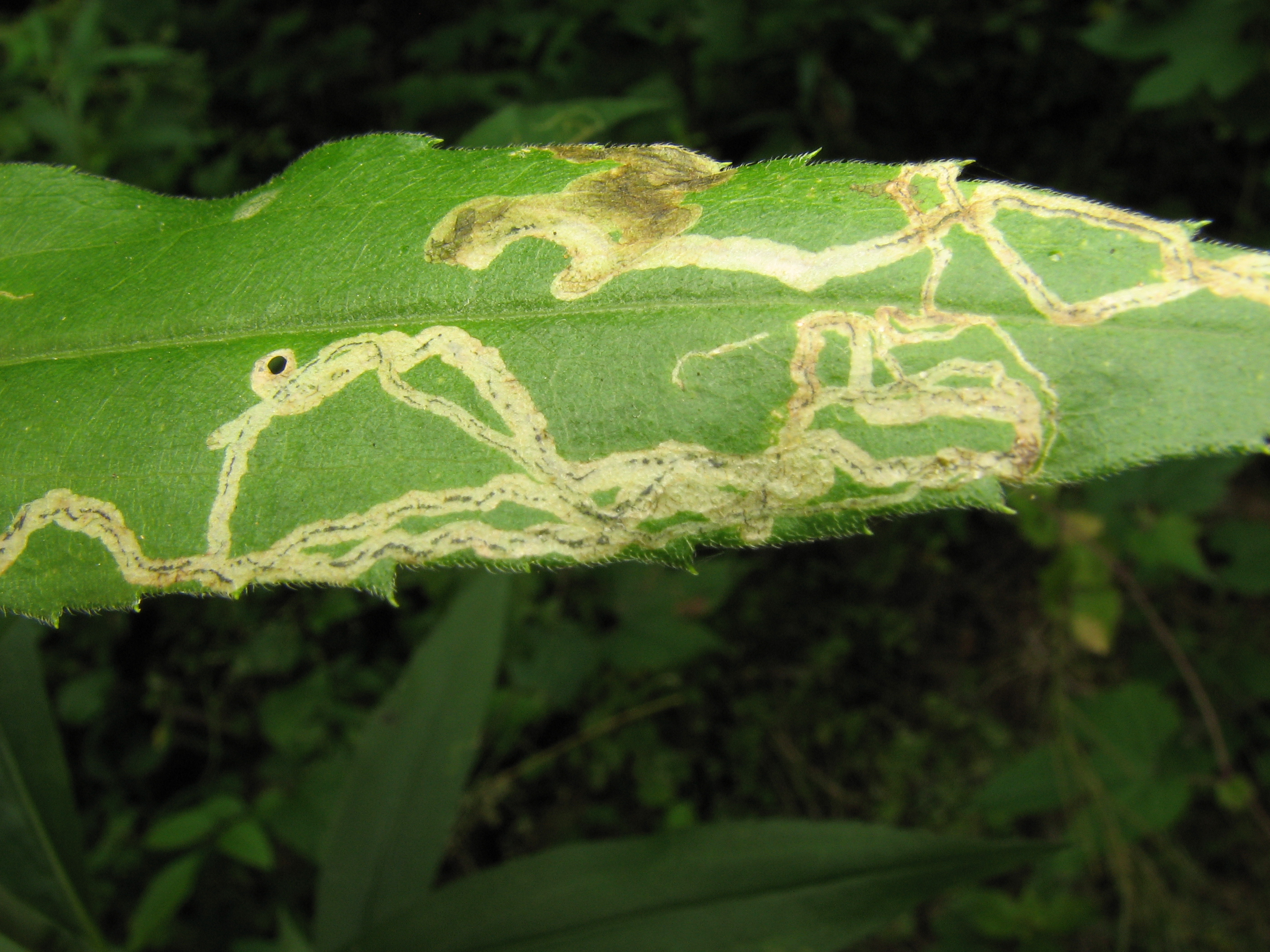
Minas de Phytomyza sp. en hojas de Solidago.

La familia Agromyzidae es denominada comúnmente como moscas minadoras de hojas debido al hábito de alimentación de sus larvas, cuya mayor parte son minadoras de hojas de distintas plantas. 
Mundialmente, esta familia está formada más de 3.000 especies en 40 géneros. Las especies suelen ser pequeñas, algunas de 1 mm de longitud. El máximo está en unos 6,5 mm y la media suele estar entre 2 y 3 mm de longitud.
El adulto mide 1-5 mm. Generalmente es de color negruzco o amarillento. Las alas suelen ser transparentes aunque algunas especies tropicales tienen algunas manchas oscuras. A veces es más fácil identificar las minas creadas por las larvas que los insectos. Varias especies, entre ellas las de los géneros Agromyza y Liriomyza, son capaces de producir estridulación con una parte del primer segmento de su abdomen y el fémur.
Las larvas de esta familia son fitófagas, alimentándose como minadores de hojas, menos frecuentemente son minadores de brotes. Unas pocas especies viven en semillas en desarrollo, o producen agallas. El ciclo biológico de varias especies es todavía desconocido. Suelen tener un alto grado de especificidad en sus huéspedes, un ejemplo de ello es Phytomyza ilicis, que solo se alimenta en hojas de acebo.
Un gran número de especies de esta familia se alimentan de plantas utilizadas en agricultura y pueden llegar a convertirse en plagas en determinados cultivos. 

## Lista de especies
- Palaeartico occidental incluido Rusia
- Neartico
- Australasia/Oceanía
- Japón